# Бойківський експрес (№ 745/746)
«Бойківський експрес» — денний швидкісний поїзд категорії «Інтерсіті+» № 745/746 сполученням Київ — Славське, перший маршрут УЗШК до Українських Карпат. Рейси виконуються складом HRCS2.

## Історія
15 грудня 2020 року урочисто відкрили новий залізничний маршрут фірмового швидкісного поїзда «Інтерсіті+» № 745/746 Київ — Львів — Славське. В урочистостях брали участь голова АТ «Укрзалізниця» Володимир Жмак.
18 грудня 2020 року, швидкісний поїзд Інтерсіті+ № 745/746 Київ — Славське вирушив у святковий рейс, під час якого представники Державного агентства розвитку туризму України, Львівської ОДА, ЗМІ та інші гості протестували цей поїзд. Того ж дня «Укрзалізниця» в п'ятницю в тестовому режимі запустила доступ до онлайн-кінотеатру української ОТТ-платформи Sweet.TV у поїздах категорії «Інтерсіті» за маршрутом Київ-Пасажирський — Славське.
Все ж таки продовжили курсування, що курсуватиме не до запланованих 17 січня, а до 28 лютого 2021 року.
З 18 березня 2021 року назва змінилась на «Бойківський експрес».
24 серпня 2022 року «Укрзалізниця» відновила рух поїзда «Бойківський експрес»»

## Інформація про курсування
Швидкісний поїзд № 745/746 сполученням Київ — Львів — Славське курсує щоденно, з грудня по лютий. Експлуатант — Українська залізнична швидкісна компанія. На шляху прямування поїзд зупиняється на 5 проміжних станціях: Коростень, Підзамче, Львів, Стрий та Сколе.
Станом на грудень 2020 року вартість проїзду з Києва до Славське у вагонах 1-го класу складала близько 967 грн, 2-го класу — 435 грн. Актуальну ціну можна подивитися на сайті УЗ.
| Розклад руху поїзда «Бойківський експрес» (з 24.08.2022) | Розклад руху поїзда «Бойківський експрес» (з 24.08.2022) | Розклад руху поїзда «Бойківський експрес» (з 24.08.2022) | Розклад руху поїзда «Бойківський експрес» (з 24.08.2022) | Розклад руху поїзда «Бойківський експрес» (з 24.08.2022) |
| Час прибуття                                             | Час відправлення                                         | Станція                                                  | Час прибуття                                             | Час відправлення                                         |
| -------------------------------------------------------- | -------------------------------------------------------- | -------------------------------------------------------- | -------------------------------------------------------- | -------------------------------------------------------- |
| —                                                        | 06:08                                                    | Київ                                                     | 22:20                                                    | —                                                        |
| 11:56                                                    | 12:06                                                    | Львів                                                    | 16:24                                                    | 16:34                                                    |
| 13:58                                                    | —                                                        | Славське                                                 | —                                                        | 14:28                                                    |

Актуальний розклад руху вказано у розділі «Розклад руху призначених поїздів» на офіційному вебсайті «Укрзалізниці».

## Ключові можливості пересадки
- Відправлення о 06:08 дозволяє встигнути на поїзд «Бойківський експрес» з першого рейсу кільцевої Київської міської електрички, яка прибуває до центрального вокзалу станції Київ-Пасажирський о 05:56.
- Пасажири, що прямують з Києва до Ужгорода, можуть здійснити пересадку на станції Славське з/на регіональний поїзд № 821/822 Львів — Ужгород[9].

## Склад поїзда
Поїзд обслуговує електропоїзд HRCS2, який складається з 9 вагонів:
- 3 вагони — 1-го класу;
- 6 вагонів — 2-го класу.

## Рекорди
31 грудня 2020 року під час зимових свят поїздами Укрзалізниці вже скористався мільйон пасажирів. Цьогорічного ювілейного пасажира перевіз поїзд «Лижний експрес» № 745 Київ — Славське. Ним стала Вероніка Линчак, яка подорожувала цим поїздом з Києва. «Укрзалізниця» привітала пасажирку символічними подарунками. Загалом на пасажирські поїзди на період святкових зимових перевезень, що тривало з 18 грудня 2020 по 10 січня 2021 року, було продано 1 034 115 квитків.